# Magdalena Stupkiewicz
Medeah, właśc. Magdalena Stupkiewicz z domu Dobosz (ur. 28 października 1976 w Zielonej Górze) – polska piosenkarka, kompozytorka i instrumentalistka. Członkini zespołu Artrosis, w której występuje od początku jej istnienia.
Członkini Akademii Fonograficznej ZPAV.
Ukończyła biotechnologię w Instytucie Ochrony Środowiska i Biotechnologii na Wydziale Nauk Biologicznych Uniwersytetu Zielonogórskiego. Poza działalnością artystyczną pracowała jako nauczycielka biologii w szkole.

## Telewizja
- Kawa czy herbata? (1999, TVP1, magazyn poranny)[6]
- Rower Błażeja (1999, TVP1, program młodzieżowy)[6]
- Bunkier (2000, Atomic TV, relacja z festiwalu Metalmania 1999)

## Nagrody i wyróżnienia
| Fryderyki | Fryderyki         | Fryderyki        | Fryderyki | Fryderyki |
| Rok       | Album             | Kategoria        | Nota      |           |
| --------- | ----------------- | ---------------- | --------- | --------- |
| 2001      | Artrosis – Fetish | album roku metal | Nominacja |           |

| Pozostałe nagrody i wyróżnienia | Pozostałe nagrody i wyróżnienia    | Pozostałe nagrody i wyróżnienia | Pozostałe nagrody i wyróżnienia | Pozostałe nagrody i wyróżnienia |
| Rok                             | Kategoria                          | Nagroda                         | Nota                            |                                 |
| ------------------------------- | ---------------------------------- | ------------------------------- | ------------------------------- | ------------------------------- |
| 2002                            | Przebój roku (Artrosis – "Fetish") | Plebiscyt Metal Hammer, 2001    | 4 miejsce                       |                                 |
| 2002                            | Album roku (Artrosis – Fetish)     | Plebiscyt Metal Hammer, 2001    | 5 miejsce                       |                                 |
| 2003                            | Zespół roku (Artrosis)             | Plebiscyt Metal Hammer, 2002    | 9 miejsce                       |                                 |
| 2003                            | Album roku (Artrosis – Melange)    | Plebiscyt Metal Hammer, 2002    | 9 miejsce                       |                                 |